# Букиник Михайло Овсійович
Михайло Овсійович Буки́ник (нар. 10 листопада 1872, Дубно — пом. 22 червня 1953, Нью-Йорк) — український і американський віолончеліст, композитор, музичний педагог і музичний критик. Брат музиканта Ісака Букиника.

## Біографія
Народився 29 жовтня [10 листопада] 1872 року у місті Дубно (нині Рівненська область, Україна). Навчався у Альфреда Глена у 1885—1890 роках у Музичному училищі Харківського відділення Російського музичного товариства та 1890—1895 роках — у Московській консерваторії.
Упродовж 1899–1904 років викладав у Саратовському музичному училищі Російського музичного товариства. У 1904 році навчався в Німеччині, до 1906 року жив у Франції та Швейцарії. 
Протягом 1907–1818 років викладав у Народній консерваторії у Москві. Брав участь у концертах гуртка росфйської музики, в організації Товариства поширення камерної музики й Товариства оркестрових музикантів. У 1919–1922 роках – професор Харківської консерваторії, одночасно у 1921 році обіймав посади декана виконавчого факультету Харківського музично-драматичного інституту, професора і декана Харківського музичного технікуму. 
З 1922 року жив у США. Грав в українському квартеті, брав участь в українському музичному театрі. Помер у Нью-Йорку 22 червня 1953 року.

## Творчість
У Російській імперії виступав як соліст і ансамбліст із Сергієм Танєєвим, Миколою Метнером, Костянтином Ігумновим, Олександром Гольденвейзером, Олександром Гедіке, Борисом Сибром, Вандою Ландовською. 
Автор 
- творів для віолончелі, зокрема
  - «Четыре концертных этюда для виолончели соло» (Москва, 1959);
  - «Десять прелюдий для виолончели соло»;
- музично-критичних нарисів, низки методичних посібників:
  - «Основные упражнения в переходах позиций»;
  - «Виртуозные упражнения в арпеджиях»;
- транскрипцій п'єс Петра Чайковського, Антона Рубінштейна, Василя Каліннікова, Едуада Направника та інших композиторів.

Як музичний критик виступав в «Русской музыкальной газете», «Саратовском листке», журналі «Музыкальный труженик».
Написав спогади про Сергія Рахманінова (збірка «Пам'яті Рахманінова», Нью-Йорк, 1946).